# شرکت صنایع مهندسی پترا
شرکت صنایع مهندسی پترا (انگلیسی: Petra Engineering Industries Company) شرکت تولید صنعتی اردنی است، که در سال ۱۹۸۷ تأسیس شد.